# Volker M. Banholzer
Volker Markus Banholzer ist ein deutscher Kommunikations- und Medienwissenschaftler mit den Forschungsschwerpunkten Innovationskommunikation, Journalismuskulturen in Deutschland und Schweden sowie Gestaltungsdiskurs Industrie 4.0. Seit 2010 ist er Professor und Studiengangsleiter Technikjournalismus/Technik-PR an der Technischen Hochschule Nürnberg Georg Simon Ohm.

## Leben
Banholzer absolvierte zwischen 1989 und 1995 ein Gymnasial-Lehramtsstudium in den Fächern Deutsch, Sozialkunde sowie Wirtschaftswissenschaften und ein Magister-Studium in den Fächern Politikwissenschaft, Neuere deutsche Literaturgeschichte sowie Christliche Publizistik an der Friedrich-Alexander-Universität Erlangen-Nürnberg. Nach seinem Abschluss als Magister Artium war er als freier Journalist für verschiedene Nachrichtenagenturen und Tageszeitungen tätig (1995–1998) und von 1997 bis 1998 wissenschaftlicher Mitarbeiter in der Abteilung Christliche Publizistik am Institut für Praktische Theologie der Universität Erlangen-Nürnberg.
Nachdem Banholzer zwischen 1998 und 2010 bei verschiedenen Unternehmen im Kommunikationsbereich tätig war und zeitgleich als Lehrbeauftragter für Public Relations am Lehrstuhl für Kommunikationswissenschaften der Friedrich-Alexander-Universität Erlangen-Nürnberg (1998–2005) sowie für Technikjournalismus/Technik-PR, Journalistik, Fachjournalismus an der Georg-Simon-Ohm Fachhochschule Nürnberg wirkte, wurde er 2010 zum Professor und Studiengangsleiter für Technikjournalismus/Technik-PR an der Technischen Hochschule Nürnberg Georg Simon Ohm ernannt.
Im Sommersemester 2017 war Banholzer als Lehrbeauftragter für Wissenschaftskommunikation/Technik- und Innovationskommunikation an der Technischen Universität Dresden tätig und hielt dort im Auftrag des Dresdner Instituts für Kommunikationswissenschaft eine Vorlesung zum Thema Wissenschaftskommunikation.

## Mitgliedschaften (Auswahl)
- Mitglied im Kommunikationsausschuss der IHK Nürnberg für Mittelfranken
- Mitglied im Arbeitskreis Öffentlichkeitsarbeit des Verbands Deutscher Maschinen- und Anlagenbau
- Vorsitzender des Fachausschusses Öffentlichkeitsarbeit des Fachverbands Automation im Zentralverband Elektrotechnik- und Elektronikindustrie
- Mitglied im Fachausschuss des Bundesministeriums für Bildung und Forschung im Projekt Technikum
- Mitglied in der Deutschen Gesellschaft für Publizistik und Kommunikationswissenschaft

## Schriften
- Im Schatten der Sozialdemokratie: die Bedeutung der Kleinparteien in den politischen Systemen Norwegens und Schwedens. Berlin-Verlag Spitz, Berlin 2001, ISBN 978-3870618797.
- Technikjournalismus, in: Markus Kaiser (Hrsg.): Special Interest. Econ Verlag, Berlin 2012, ISBN 978-3-658-01736-1.[1]
- Das Politische des Technikjournalismus. Technische Hochschule Nürnberg Georg Simon Ohm, Nürnberg 2015.
- Gestaltungsdiskurs Industrie 4.0. Technische Hochschule Nürnberg Georg Simon Ohm, Nürnberg 2016.